# Eisenbahnunfall von Sulphur Springs
Bei dem Eisenbahnunfall von Sulphur Springs fuhr am 5. August 1922 bei Sulphur Springs, Missouri, USA, ein Schnellzug auf einen stehenden Personenzug auf. 34 Menschen starben.

## Ausgangslage
Ein mit erheblicher Verspätung verkehrender Personenzug war auf einer Strecke der Missouri Pacific Railroad (MP) unterwegs. Diese war mit Streckenblock gesichert. Dem Personenzug folgte ein Schnellzug. Bei dem Aufenthalt des Personenzuges im Bahnhof Riverside erhielt er den Auftrag, gleichwohl bis Wickers weiter zu fahren. 6 km außerhalb von Riverside befand sich ein Wasserkran, an dem der Zug hielt, damit die Dampflokomotive Wasser nachfüllen konnte.

## Unfallhergang
Der Lokomotivführer des folgenden Schnellzuges überfuhr zwei „Halt“ zeigende Hauptsignale und ein „Achtung“ gebietendes Vorsignal. Auch als der stehende Personenzug 270 m vor ihm sichtbar wurde, bremste er nicht, sondern kollidierte mit dem stehenden Zug bei voller Geschwindigkeit.

## Folgen
34 Menschen starben: 32, die sich in den letzten beiden Wagen des Personenzuges befunden hatten, ein zufälliger Passant, der gerade „schwarz“ die Gleise überquerte und der Lokomotivführer des Schnellzuges. Deshalb ließ sich im Nachhinein auch nicht mehr klären, warum er die Signale und den vor ihm stehenden Zug nicht gesehen hatte. Darüber hinaus wurden 175 Menschen verletzt.